# إميليو مالشيودي
إميليو مالشيودي (28 مارس 1922 - 21 نوفمبر 1997) هو رياضي أرجنتيني. تنافس في رمي الجلة ورمي القرص في الألعاب الأولمبية الصيفية عام 1948. حصل على المركز الخامس في دورة الألعاب الأمريكية عام 1951 في رمي القرص.